# Band Caxias
Band Caxias foi uma emissora de televisão brasileira sediada em Caxias, cidade do estado do Maranhão. Opera no canal 13 VHF analógico e era afiliada à Band. A emissora fazia parte do Sistema Veneza de Comunicação, formado pela Veneza FM, Portal do Maranhão (site), Starnet (provedor de internet), Jornal da Cidade, Produtora Central de Idéias e gráficas locais. Fundada em 1992, era a mais antiga emissora de TV em atividade em Caxias.

## História
A emissora foi fundada em 1992 pelo político e empresário Paulo Marinho, como TV Veneza, e tendo desde o início como afiliação a Rede Bandeirantes.
No ano 2000, a emissora muda de nome e passa a se chamar Band Caxias. Em 2004, passa a concorrer com a TV Meio Norte de Teresina (também afiliada a Band), quando esta implantou uma retransmissora no mesmo município, que funcionou até 2011.
Na noite do dia 1º de março de 2010, o apresentador e repórter Ricardo Rodrigues (do Caxias em Opinião) e o cinegrafista da emissora foram agredidos pelo presidente e vereador da Câmara Municipal, Antônio Luiz de Oliveira Assunção, do Partido Democrático Trabalhista (PDT), durante sessão ordinária da Câmara Legislativa de Caxias. O jornalista e o cinegrafista chegaram na Câmara Municipal para encontrar e entrevistar o presidente da Câmara. Ao encontrar Antônio Luiz, o repórter e apresentador Ricardo Rodrigues tentou entrevistar o presidente da Câmara, em virtude denúncias da população caxiense da precariedade da saúde municipal, querendo saber quais as providências que vão ser feitas a este problema, mas Antônio Luiz se recusou em responder. O presidente e vereador da Câmara Municipal, Antônio Luiz, filiado ao PDT, foi médico em Caxias antes de virar político. Ao ser questionado pelo Rodrigues ("Você não vai falar, presidente?"), Luiz se recusou a responder. Rodrigues reafirmou ("Mas a população tem reclamado presidente..."). Na hora em que repórter fala "(...) presidente...", a imagem mostra Luiz desferindo soco contra o jornalista, que com agressão, o cinegrafista foi empurrado pelo repórter e Luiz tentou a agredir novamente, impedido por visitantes na câmara. Depois da agressão, o jornalista e o cinegrafista registraram o boletim de ocorrência Distrito Policial de Caxias e anunciam que entraram com duas ações judiciais contra o presidente de Câmara pela dupla agressão. Em 2 de março, as imagens da agressão foram exibidas em programas locais da emissora. Alertada à isso, a Band mostrou para todo Brasil, através do Jornal da Band, todas as imagens da afiliada local da agressão e no dia seguinte, foi mostrado no outro telejornal 1ª Página. A exibição da agressão pela rede teve repercussão pela imprensa do Maranhão e nacional. No dia 3 de março, a agressão foi exibida até como matéria no Brasil Urgente, apresentado pelo Datena, na qual o apresentador atacou duramente o presidente da câmara por agredir profissionais da imprensa, que abriu link ao vivo, direto de Caxias com a afiliada local. No link, apareceu o repórter agredido, que por vez, revelou que o caso repercutiu muito em moradores de Caxias e que apesar disso, as emissoras de TVs locais não deram destaque ao caso, citando entre elas a TV Difusora, afiliada do SBT. O apresentador chegou até pedir se a emissora citada quisesse as imagens, a emissora estará em disposição, porém reclamou sobre afiliada do SBT ao Sílvio Santos. Em 4 de março, um dia depois que a agressão foi exibida em rede nacional, vários políticos e órgãos de imprensa brasileira repercutiram o caso e condenaram a atitude do vereador-presidente. O caso está sob investigação.
Em 2011, após a TV Meio Norte deixar a Band e se tornar uma emissora independente, surgiram especulações de que a Band Caxias pudesse implantar uma retransmissora em Teresina para compensar a saída da antiga afiliada. No entanto, isto não ocorreu.
Na noite de 29 de julho de 2012, a torre da emissora foi alvo de tentativa de incêndio, prejudicando a transmissão da emissora e tirando do ar a retransmissora da Rede Record pelo canal 5 VHF, que voltou ao ar apenas no dia seguinte. A emissora solicitou a Polícia Civil que o incêndio fosse investigado.
Em 30 de julho, a emissora apresentou novidades: novo transmissor digital (sem nenhuma relação à TV digital) com 1 kW de potência, a inauguração da TV Cidade (canal 5) em 1º de agosto e a contratação do apresentador Jonas Filho (ex-TV Codó).
Durante janeiro de 2013, a emissora investe em tecnologia e comodidade para os funcionários na sede da emissora.
No dia 3 de maio de 2013, depois de permanecer por quase seis anos no Jornal de Caxias 1ª Edição, a jornalista Michelle Rios deixou a emissora. O motivo da âncora apresentar pela última vez o telejornal é a sua aprovação em um concurso público do município de Pedreiras, onde integrou a equipe de Supervisão Escolar de Pedreiras.
Em 1º de agosto de 2016, a emissora passou a se chamar TV Caxias, após mais de uma década utilizando a nomenclatura da Band, e em março de 2019, a emissora volta a utilizar a nomenclatura Band Caxias até 30 de junho de 2025, quando saiu do ar depois que se encerrou o prazo para que todas as emissoras de TV de Caxias e arredores encerrassem as transmissões analógicas e operassem apenas no sinal digital.

## Programas
Além de retransmitir a programação nacional da Band, a emissora produziu e exibiu os seguintes programas que fizeram parte da grade e foram descontinuados:
- Band Cidade
- Cidade do Reggae
- Caxias Acontece
- Caxias Em Opinião
- Futebol de Caxias
- Guia de Compras na TV
- Hora do Jamanta
- Hora do Puliça
- Jogo Aberto Caxias
- Jornal de Caxias
- Maranhão Urgente
- Mesa Redonda
- Notícias da Redação
- Pop Music
- Primeiro Jornal Caxias